# Hantarō Nagaoka

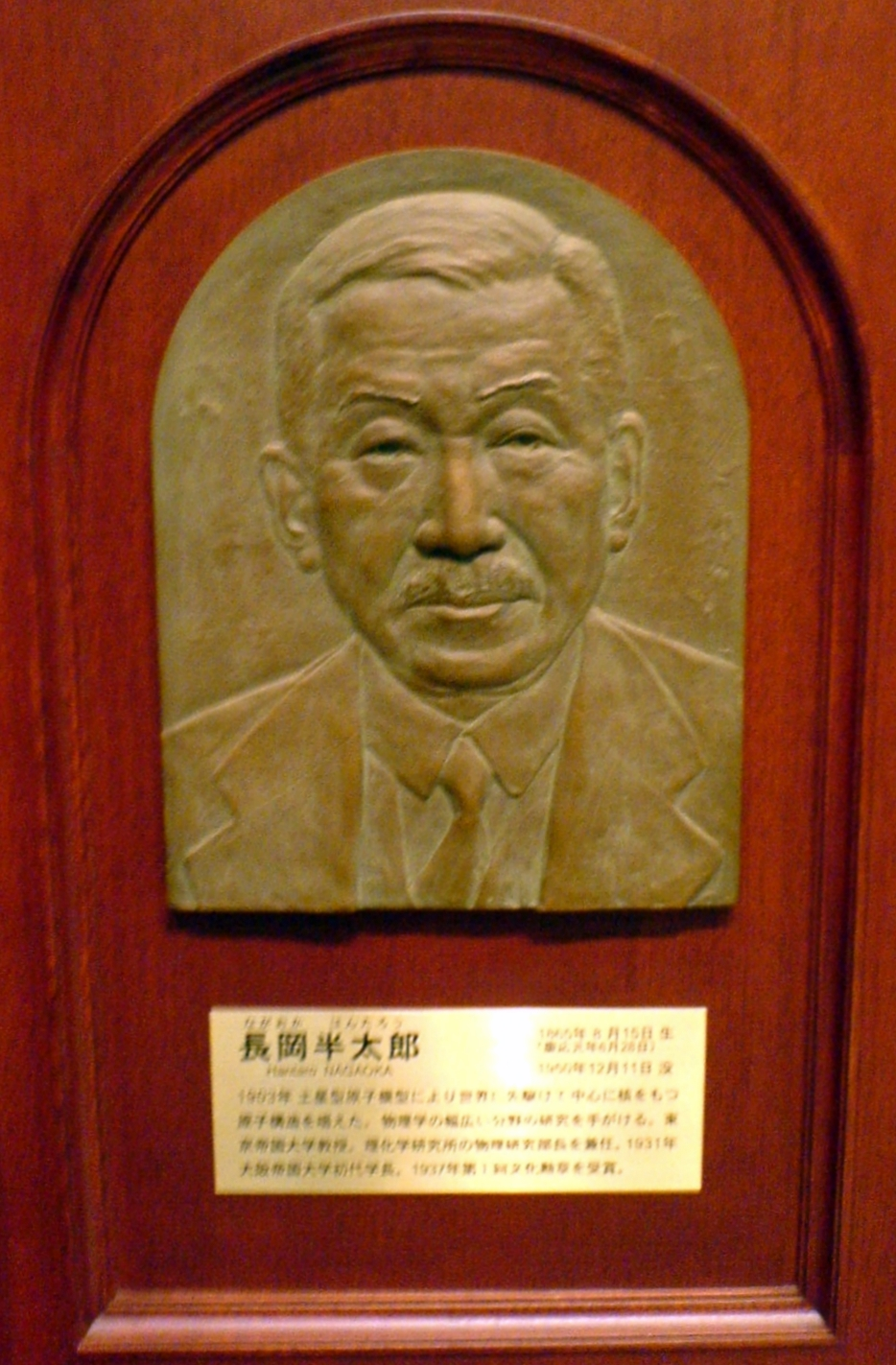
Relief de Nagaoka au musée des Sciences de Tokyo

Pour les articles homonymes, voir Nagaoka (homonymie).
Hantarō Nagaoka (長岡 半太郎, Nagaoka Hantarō, 15 août 1865 — 11 décembre 1950) est un physicien japonais et un pionnier de la physique japonaise pendant l'ère Meiji.

## Biographie
Nagaoka est né à Nagasaki, au Japon, et a fait ses études à l'université de Tokyo. Diplômé en 1887, il a travaillé sur le magnétisme avec Cargill Gilston Knott, un physicien britannique en visite au Japon. En 1893, il voyage en Europe et continue ses études dans les universités de Berlin, Munich, et Vienne. Il a participé également au premier Congrès International de Physique à Paris, où il a assisté aux communications de Marie Curie sur la radioactivité, un événement qui a suscité son intérêt en physique atomique. Nagaoka retourne au Japon en 1901 et devient professeur de physique à l'université de Tokyo jusqu'en 1925. À cette date, il devient scientifique au RIKEN (Institut de recherche scientifique japonais), puis devient le premier président de l'université d'Osaka (1931–1934).

## Modèle saturnien de l'atome
En 1900, les physiciens commençaient juste à envisager la structure de l'atome. Les découvertes récentes de Joseph John Thomson sur les électrons chargés négativement impliquaient que l'atome, électriquement neutre, devait aussi contenir des charges positives. En 1903, Thomson propose que l’atome est une sphère contenant des charges positives avec les électrons dispersés entre elles, comme des prunes dans un pudding, d'où le nom de modèle du plum pudding.
Nagaoka a rejeté le modèle de Thomson arguant que des charges opposées sont impénétrables. Il propose un modèle alternatif dans lequel un noyau de charge positive est entouré des électrons en orbite, à la manière de Saturne et de ses anneaux.
En 1904, Nagaoka développe un modèle planétaire de l'atome. Le modèle de Nagaoka était basé sur une analogie avec l'explication de la stabilité des anneaux de Saturne (les anneaux sont stables parce que la planète autour de laquelle ils orbitent est très massive). Ce modèle a permis deux prédictions :
- un noyau très massif (par analogie à une planète très massive) ;
- des électrons orbitant autour du noyau, maintenus par les forces électrostatiques (par analogie avec les anneaux orbitant autour de Saturne, maintenus par les forces gravitationnelles).

Les deux prédictions ont été confirmées avec succès par Ernest Rutherford, qui signale le modèle de Nagaoka dans son article de 1911. Cependant, d'autres détails du modèle sont incorrects. En particulier, les charges des anneaux auraient dû être instables à cause de l'effet répulsif, ce qui n'est pas le cas des anneaux de Saturne et Nagaoka abandonne son modèle en 1908.
Ernest Rutherford et Niels Bohr ont proposé un modèle plus viable en 1913.

## Autres travaux
Nagaoka a plus tard fait des recherches en spectroscopie et dans d'autres domaines. En 1909, il a publié un article sur l'inductance de solénoïdes. En mars 1924, il a publié les études dans lesquelles il avait réussi à obtenir un milligramme d'or et du platine à partir de mercure. En 1929, il est la première personne à décrire la liaison par météore.

## Distinctions
Pour l'intégralité de son œuvre scientifique, Hantaro Nagaoka a reçu du gouvernement japonais l'Ordre de la Culture en 1937.
Le cratère Nagaoka (en) a été baptisé en son honneur.